# Miro Heiskanen
Miro Heiskanen (ur. 18 lipca 1999 w Espoo) – fiński hokeista, reprezentant Finlandii, olimpijczyk.

## Kariera
- HIFK U16 (2013-2015)
- HIFK U18 (2014-2016)
- HIFK U20 (2015-2016)
- HIFK (2016-2018)
- Dallas Stars (2018-)

Wychowanek klubu Espoo Blues. Karierę rozwijał w zespołach juniorskich klubu HIFK Hockey. W KHL Junior Draft w 2016 został wybrany przez rosyjski klub Saławat Jułajew Ufa (runda 2, numer 52). W maju 2016 podpisał trzyletni kontrakt z klubem HIFK. Został zawodnikiem jego drużyny seniorskiej w rozgrywkach Liiga i grał w sezonie Liiga (2016/2017). W drafcie NHL z 2017 został wybrany przez amerykański klub Dallas Stars w pierwszej rundzie z numerem 3 jako najwyższej wskazany obrońca. W lipcu 2017 podpisał kontrakt wstępujący z Dallas Stars, po czym nadal występował w zespole HIFK na zasadzie wypożyczenia. Po sezonie Liiga (2017/2018) przeszedł do drużyny Dallas Stars.
Został reprezentantem Finlandii. Uczestniczył w turniejach mistrzostw świata do lat 17 edycji 2016, mistrzostw świata do lat 18 edycji 2016, 2017, mistrzostw świata do lat 20 edycji 2017, 2018. W sezonie 2017/2018 w wieku 18 lat został reprezentantem seniorskiej kadry kraju występując w turniejach z cyklu Euro Hockey Tour. Uczestniczył w turniejach zimowych igrzysk olimpijskich 2018, mistrzostw świata 2018, 2022.
W trakcie kariery zyskał pseudonimy Hessu, Heiska.

## Sukcesy
Reprezentacyjne
- Złoty medal mistrzostw świata juniorów do lat 18: 2016
- Srebrny medal mistrzostw świata juniorów do lat 18: 2017
- Złoty medal mistrzostw świata: 2022

Klubowe
- Brązowy medal mistrzostw Finlandii: 2018 z HIFK

Indywidualne
- Jr. A SM-liiga 2015/2016:
  - Nagroda Yrjö Hakali - najlepszy debiutant sezonu
- Mistrzostwa świata do lat 18 w hokeju na lodzie mężczyzn 2017/Elita:
  - Pierwsze miejsce w klasyfikacji asystentów turnieju: 10 asyst[6]
  - Pierwsze miejsce w klasyfikacji asystentów wśród obrońców turnieju: 10 asyst[7]
  - Pierwsze miejsce w klasyfikacji kanadyjskiej wśród obrońców turnieju: 12 punktów
  - Trzecie miejsce w klasyfikacji strzelców wśród obrońców turnieju: 2 gole
  - Pierwsze miejsce w klasyfikacji +/- turnieju: +8[8]
  - Jeden z trzech najlepszych zawodników reprezentacji w turnieju[9]
  - Najlepszy obrońca turnieju[10]
  - Skład gwiazd turnieju[11]
- Liiga (2017/2018):
  - Pierwsze miejsce w klasyfikacji czasu przebywania na lodzie w sezonie zasadniczym: 25,06
  - Szóste miejsce w klasyfikacji +/- w fazie play-off: +6[12]
  - Najlepszy obrońca sezonu (Trofeum Pekki Rautakallio)
  - Skład gwiazd sezonu